# DMBA
7,12-二甲基苯并[a]蒽（缩写DMBA）是一种免疫抑制剂和强效的有机致癌物質。在生物实验室中，DMBA常用于癌症模型的造模，即用DMBA诱导细胞组织癌变，可与佛波醇-12-O-十四烷酰-13-乙酸酯（TPA）联合使用来加速癌症模型的研究。